# Supercoppa italiana 2013
La Supercoppa italiana 2013, denominata Supercoppa TIM per ragioni di sponsorizzazione, è stata la 26ª edizione disputata il 18 agosto 2013 allo stadio Olimpico di Roma. La partita è stata giocata tra la Juventus, vincitrice della Serie A 2012-2013, e la Lazio, detentrice della Coppa Italia 2012-2013.
A conquistare il trofeo sono stati i bianconeri, che si sono imposti sui biancocelesti per 4-0.

## Partecipanti
| Squadre  | Qualificazione                         | Partecipazioni precedenti (il grassetto indica la vittoria) |
| -------- | -------------------------------------- | ----------------------------------------------------------- |
| Juventus | Vincitore della Serie A 2012-2013      | 8 (1990, 1995, 1997, 1998, 2002, 2003, 2005, 2012)          |
| Lazio    | Vincitore della Coppa Italia 2012-2013 | 4 (1998, 2000, 2004, 2009)                                  |

## Antefatti
Le settimane precedenti la finale si rivelarono piuttosto travagliate, a causa del mancato accordo tra i due club circa la sede di gara di quest'edizione: da una parte la Lazio che, volendo riproporre quanto accaduto nelle più recenti edizioni, premeva per giocare la partita a Pechino, scenario che avrebbe garantito al club capitolino maggiori guadagni; dall'altra una Juventus che, per onorare il già programmato impegno nell'International Champions Cup in Nordamerica, prediligeva un match all'interno dei confini nazionali, non rendendosi disponibile a una trasferta continentale. In tutto ciò, anche la stessa data in cui giocare la sfida diventò motivo di una diatriba tra biancocelesti e juventini.
Per uscire da questo stallo, nel giugno del 2013 la Federcalcio e la Lega Serie A deliberarono — per la prima volta nella storia della Supercoppa — di giocare la partita all'Olimpico di Roma, ovvero in casa della squadra detentrice della coppa nazionale anziché, come fin lì consuetudine, sul campo di quella vincitrice dello scudetto. Allo stesso tempo, alla società biancoceleste venne inizialmente garantito un indennizzo per il mancato scenario asiatico, con un guadagno minimo equivalente a quanto le sarebbe stato corrisposto in Cina, assegnando la sola cifra rimanente ai bianconeri; nell'ottobre successivo il club torinese presentò ricorso contro questa suddivisione dei proventi, che nel dicembre dello stesso anno venne accolto dall'alta corte di giustizia sportiva del CONI.

## Contesto
Prima di scendere in campo, sulla carta la Juventus godeva di un leggero favore nei pronostici. Pur essendo i campioni d'Italia in carica, le altalenanti prove offerte dai bianconeri nel precampionato avevano indotto gli addetti ai lavori a porre la Lazio quasi allo stesso livello della Juventus; in vista della finale, il tecnico dei torinesi Antonio Conte confermò pressoché l'undici base della precedente stagione, con l'unica novità dell'inserimento in attacco del neoacquisto Tévez, al debutto con la nuova maglia.

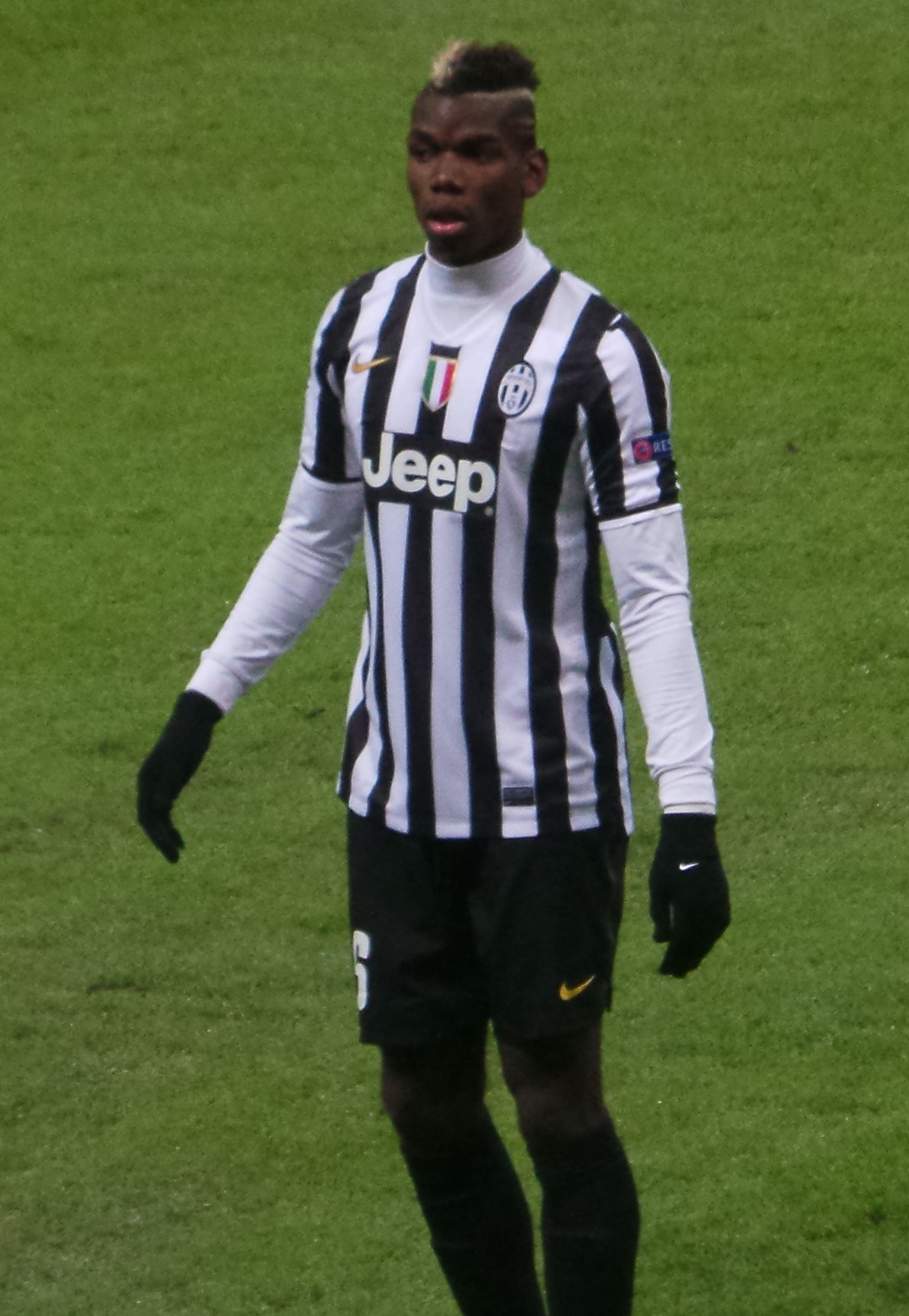
Il centrocampista bianconero Paul Pogba, miglior giocatore della finale con un gol e un assist.

Da parte sua, una Lazio pur in relativa posizione d'inferiorità aveva dalla sua il vantaggio ambientale del giocare, formalmente, in casa, potendo inoltre puntare sulla spinta dell'allora recente vittoria nella finale di coppa; anche l'allenatore biancoceleste Vladimir Petković decise di non stravolgere la formazione della precedente annata, ricorrendo solamente al debutto del nuovo arrivato Biglia in difesa e, causa uno stiramento occorso a Konko nelle ore precedenti il match, rispolverando Cavanda dal primo minuto dopo molti mesi.

## La partita
Arbitrata da Gianluca Rocchi, il primo tempo della sfida vide all'inizio una lieve prevalenza della Juventus, coi biancocelesti comunque protagonisti di azioni degne di nota. Le sorti dell'incontro mutarono dopo 20', quando in uno scontro di gioco tra Radu e Marchisio lo juventino ebbe la peggio, rimediando un infortunio al ginocchio che costrinse Conte al cambio con Pogba: il centrocampista francese — poi nominato migliore in campo a fine partita — impiegò pochi minuti dal suo ingresso per portare in vantaggio i torinesi, battendo il portiere capitolino Marchetti con una girata di sinistro in area, nata dagli sviluppi di uno schema su calcio di punizione. La Lazio sfiorò il pareggio poco prima dell'intervallo con Radu, autore di un tiro da fuori diretto all'incrocio che il portiere juventino Buffon deviò con difficoltà in angolo. La prima frazione si chiuse coi bianconeri avanti di misura, aggressivi nel loro 3-5-2 ma a tratti imprecisi, e una squadra laziale che si mostrava troppo attendista, pagando inoltre la scarsa vena da trequartista di Hernanes nel 4-2-3-1 disegnato da Petković.
Completamente diverso si rivelò invece il secondo tempo, con la Juventus che salì in cattedra e legittimò il successo con un ampio scarto di reti. La ripresa iniziò con la Lazio in avanti alla ricerca del gol del pari, tuttavia così scoprendosi e lasciando il fianco alle azioni in rimessa dei piemontesi. Ciò è quel che accadde al 52' quando un corner battuto dalla Lazio si trasformò in un contropiede bianconero, col duo difensivo Lichtsteiner-Chiellini che si sganciò in avanti, e lo svizzero a fornire l'assist all'italiano per il facile tocco sottoporta del raddoppio. La retroguardia capitolina si smarrì improvvisamente: dopo due minuti subì il terzo gol, siglato stavolta dallo stesso Lichtsteiner con un rasoterra, a coronamento di uno sfondamento propiziato da un triangolo con Vučinić, mentre al 56' arrivò il poker definitivo di Tévez, il quale mise a referto la sua prima rete juventina insaccando sugli sviluppi di una prolungata azione dei torinesi nell'area avversaria, chiudendo di fatto la gara. Da qui allo scadere, il solo Klose cercò senza successo il "gol della bandiera" laziale.
Al fischio finale, la Juventus sollevò la sesta supercoppa nazionale della sua storia, bissando il successo del 2012 e appaiando al contempo il Milan in testa alla classifica dei plurivincitori della manifestazione; oltre a Pogba e Lichtsteiner, risalto venne dato alla prova di sacrificio offerta in avanti da Tévez. La Lazio rimase invece ferma ai suoi tre successi, collezionando con quest'edizione la seconda sconfitta nella manifestazione; accenti negativi vennero posti sull'esclusione in difesa di González e Onazi in favore di Biglia, nonché su un Klose lasciato troppo solo in balia della retroguardia bianconera.

## Tabellino
| Arbitro: | Rocchi (Firenze) |

|                                                    |           |  |
| Pogba 23’ Chiellini 52’ Lichtsteiner 54’ Tévez 56’ | Marcatori |  |

| Juventus | Lazio |

### Formazioni
| Juventus        |    |                      |     |     |
|                 |    |                      |     |     |
| P               | 1  | Gianluigi Buffon (c) |     |     |
| D               | 15 | Andrea Barzagli      | 43’ | 75’ |
| D               | 19 | Leonardo Bonucci     |     |     |
| D               | 3  | Giorgio Chiellini    |     |     |
| C               | 26 | Stephan Lichtsteiner |     | 82’ |
| C               | 23 | Arturo Vidal         |     |     |
| C               | 21 | Andrea Pirlo         |     |     |
| C               | 8  | Claudio Marchisio    |     | 20’ |
| C               | 22 | Kwadwo Asamoah       |     |     |
| A               | 10 | Carlos Tévez         |     |     |
| A               | 9  | Mirko Vučinić        |     |     |
| A disposizione: |    |                      |     |     |
| P               | 30 | Marco Storari        |     |     |
| D               | 4  | Martín Cáceres       |     | 75’ |
| D               | 5  | Angelo Ogbonna       |     | 82’ |
| D               | 11 | Paolo De Ceglie      |     |     |
| C               | 6  | Paul Pogba           |     | 20’ |
| C               | 17 | Luca Marrone         |     |     |
| C               | 20 | Simone Padoin        |     |     |
| C               | 33 | Mauricio Isla        |     |     |
| A               | 12 | Sebastian Giovinco   |     |     |
| A               | 14 | Fernando Llorente    |     |     |
| A               | 27 | Fabio Quagliarella   |     |     |
| A               | 32 | Alessandro Matri     |     |     |
| Allenatore:     |    |                      |     |     |
| Antonio Conte   |    |                      |     |     |

| Lazio             |    |                             |     |     |
|                   |    |                             |     |     |
| P                 | 22 | Federico Marchetti          |     |     |
| D                 | 39 | Luís Pedro Cavanda          |     |     |
| D                 | 3  | André Dias                  | 59’ |     |
| D                 | 20 | Giuseppe Biava              |     |     |
| D                 | 26 | Ștefan Radu                 |     | 58’ |
| C                 | 24 | Cristian Daniel Ledesma (c) |     | 56’ |
| C                 | 87 | Antonio Candreva            |     |     |
| C                 | 5  | Lucas Biglia                |     |     |
| C                 | 8  | Hernanes                    | 31’ | 70’ |
| C                 | 19 | Senad Lulić                 |     |     |
| A                 | 11 | Miroslav Klose              |     |     |
| A disposizione:   |    |                             |     |     |
| P                 | 1  | Albano Bizzarri             |     |     |
| P                 | 95 | Thomas Strakosha            |     |     |
| D                 | 2  | Michaël Ciani               |     |     |
| D                 | 85 | Diego Novaretti             |     |     |
| C                 | 4  | Luca Crecco                 |     |     |
| C                 | 10 | Ederson                     |     | 56’ |
| C                 | 15 | Álvaro González             |     |     |
| C                 | 23 | Ogenyi Onazi                |     | 70’ |
| C                 | 27 | Lorik Cana                  |     |     |
| A                 | 18 | Libor Kozák                 |     |     |
| A                 | 25 | Antonio Rozzi               |     |     |
| A                 | 99 | Sergio Floccari             |     | 58’ |
| Allenatore:       |    |                             |     |     |
| Vladimir Petković |    |                             |     |     |